# Yasuhisa Toyota
Yasuhisa Toyota (豊田 泰久, japanisch Toyota Yasuhisa; * 1952 in Japan) ist ein japanischer Akustiker, der durch seine Arbeiten für Konzertsäle in vier Kontinenten bekannt wurde.

## Leben
Toyota schloss seine Studien am Kyushu Institute of Design ab. Er hat bisher an über 50 Projekten mitgearbeitet und ist Präsident der amerikanischen Niederlassung der japanischen Firma Nagata Acoustics in Tokio.

## Abgeschlossene Neubauprojekte
- 1975: Oberster Gerichtshof, Hayabusachō, Chiyoda, Tokio, Japan.
- 1984: Fukushima Concert Hall, Fukushima, Japan.
- 1985: Spiral Hall, Tokio, Japan.
- 1986: Suntory Hall, Tokio, Japan.
- 1988: Tsuda Hall, Tokio, Japan.
- 1993: Yokosuka Arts Theater, Yokosuka, Japan.
- 1996: Queensland Conservatorium Gryffith University, Conservatorium Theatre, Brisbane, Queensland, Australien.
- 2001: Großer Saal im Osaka International Convention Center (Grand Cube Osaka), Osaka, Japan.
- 2002: Katholische Hatsudai Kirche, Tokio, Japan.
- 2003: Walt Disney Concert Hall, Los Angeles, USA.
- 2003: The Bard College Performing Arts Center, Annandale-On-Hudson, New York, USA.
- 2005: Casa da Música in Porto, Portugal.
- 2006: Konzerthalle im Mariinskij Theater, St. Petersburg, Russische Föderation.
- 2007: Konzerthalle des Kulturzentrums in Shenzhen, Guangdong, Volksrepublik China.
- 2009: Konzerthaus Kopenhagen, Dänemark.
- 2011: Kauffmann Center for the Performing Arts, Kansas City (Missouri), Missouri, USA.
- 2011: Musiikkitalo (Musikzentrum), Helsinki, Finnland.

.
- 2011: New World Center, Miami Beach, Florida, USA.
- 2012: Konzerthalle des Museo del Violino, Cremona, Italien.
- 2013: Bing Concert Hall, Stanford University, Stanford, Kalifornien, USA.

.
- 2014: Hauptsitz des Nationalen Polnischen Radio-Sinfonieorchesters in Kattowitz, Kattowitz, Polen.
- 2015: Elbphilharmonie, Hamburg, Deutschland.
- 2017: Pierre-Boulez-Saal in der Barenboim-Said-Akademie, Berlin, Deutschland.
- 2018: Moskauer Konzertsaal Sarjadje, Moskau, Russland.
- 2021: Isarphilharmonie im Gasteig HP8, München, Deutschland[1]

## Abgeschlossene Renovierungsprojekte
- 2004: Kanematsu-Auditorium im Campus Kunitachi der Hitotsubashi-Universität Tokio, Japan
- 2006: Suntory Hall, Tokio
- 2009: Konzerthalle der Konzert- und Kongresshalle Bamberg, Deutschland
- 2009: Konzerthalle des Sydney Opera House, Sydney, New South Wales, Australien
- 2013: Charles Bronfman Auditorium, Tel Aviv, Israel